# Bộ tam sự

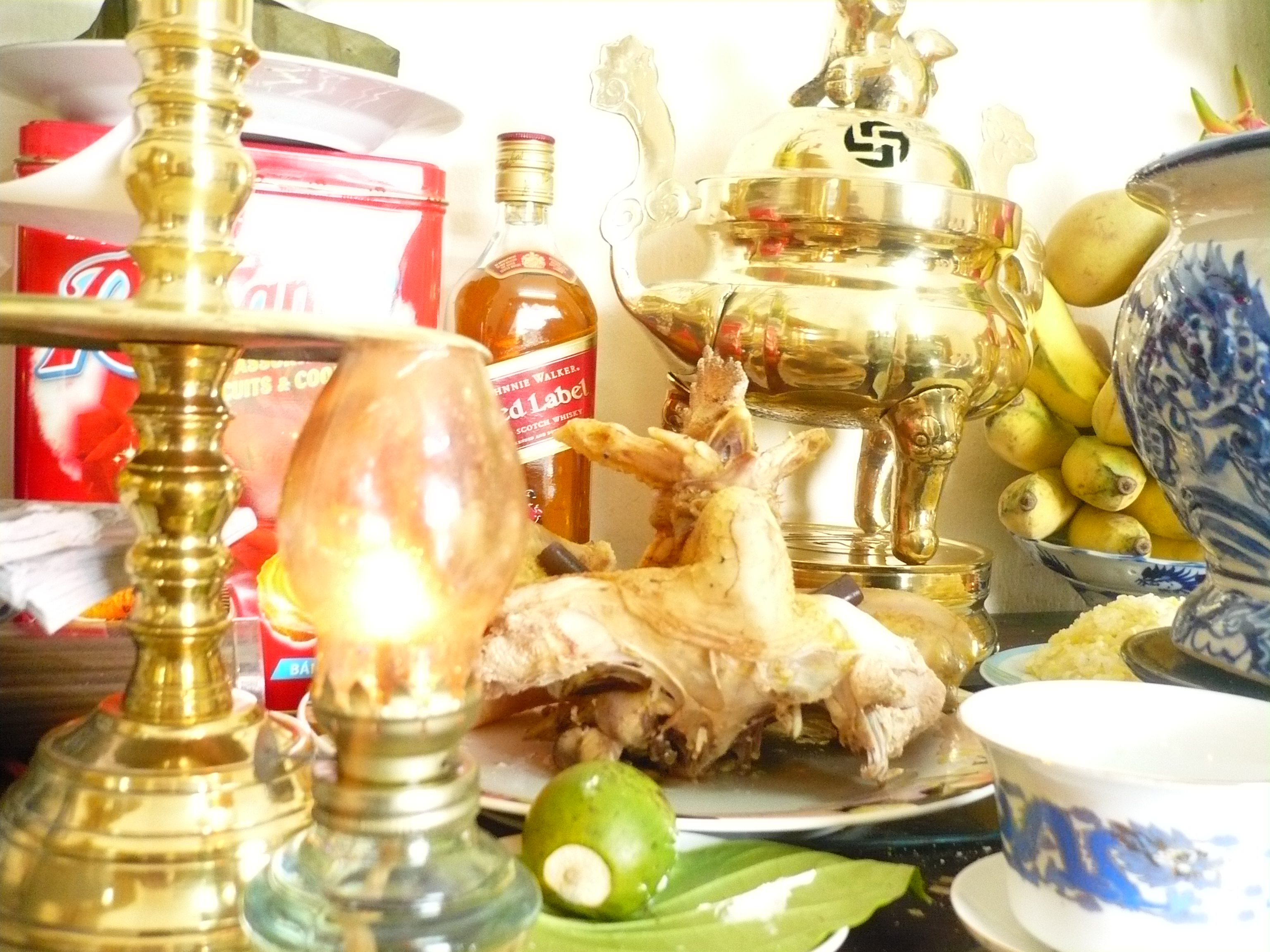
Bộ tam sự

Bộ tam sự hay bộ đồ thờ (nói theo kiểu dân gian) gồm ba vật dụng gồm một lư/đỉnh hương và hai cây đèn và thường bằng đồng hoặc gỗ, chạm trổ theo mỹ thuật Á Đông để thờ trên bàn thờ gia tiên (bộ tam sự thêm bình hoa/lộc bình và lư/đỉnh trầm; hai cây để đĩa dầu thắp đèn hoặc đôi hạc tùy theo từng gia đình gọi là bộ ngũ sự). Bộ tam sự thường được đặt ở vị trí trang trọng trên bàn thờ, trong đó lư/đỉnh hương dùng để bỏ trầm hương và đèn dùng để thắp sáng. Bộ tam sự làm tăng thêm vẻ đẹp, tôn nghiêm và linh thánh.

## Thành phần

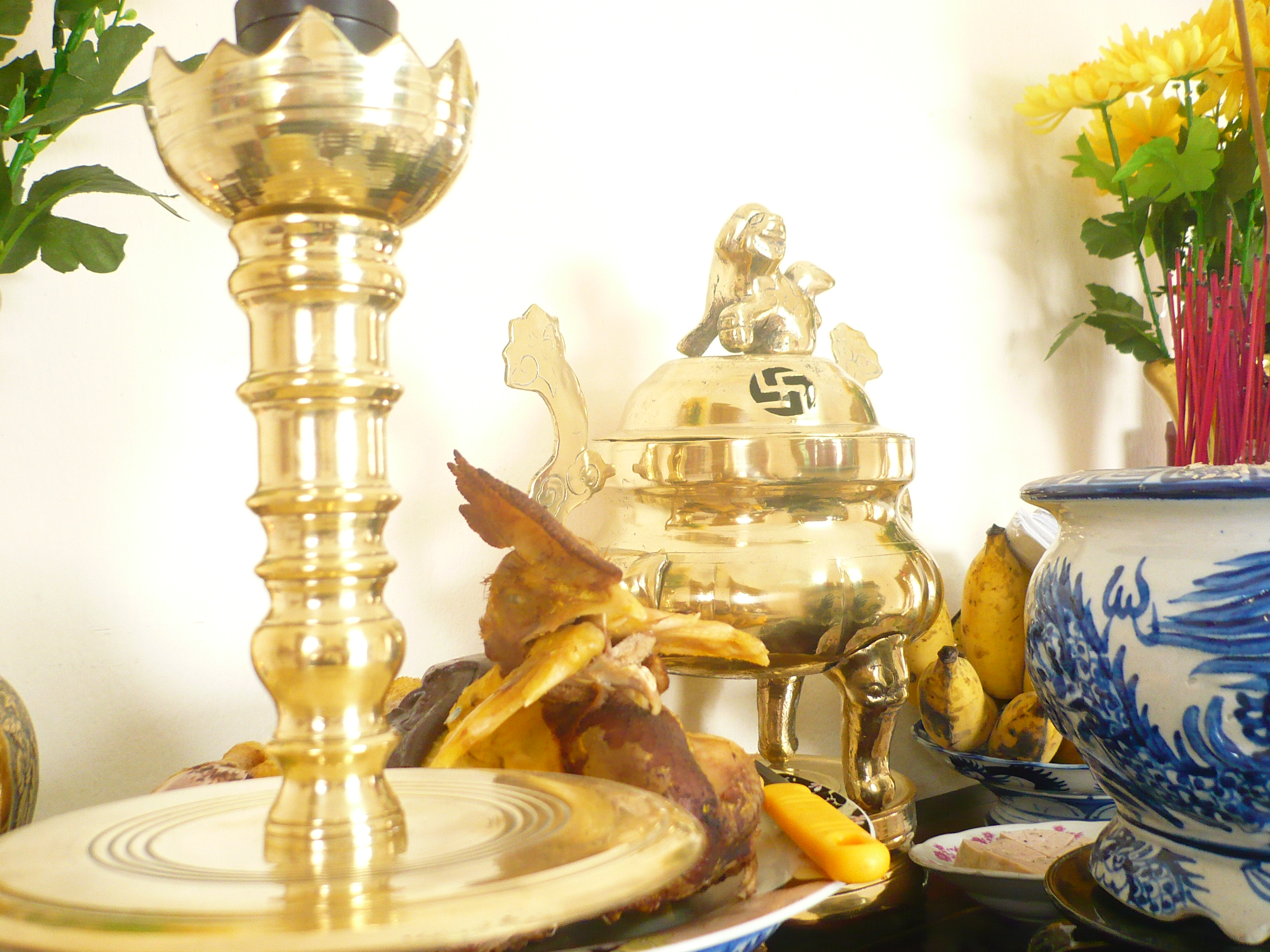
Bộ tam sự

Thành phần của bộ tam sự gồm 01 lư hương (lư đồng) và 02 cây đèn. Trong đó, lư là một vật dụng rất phổ biến ở các nước Á Đông như Trung Quốc, Việt Nam, Nhật Bản. Lư thường dùng ở nhà thờ, từ đương, các đài tưởng niêm, nghĩa trang liệt sĩ, nơi thờ cúng hoặc chùa chiền để thắp hương. Lư được đặt giữa nơi thờ cúng, đặc biệt lư thường được đặt giữa hai đôi đèn. Sử dụng Lư chủ yếu để tạo ra mùi hương trầm thơm, bởi theo quan niệm từ xưa thì hương thơm thể hiện lòng thành, sự thanh khiết cao quý. Chính vì thế, lư hương với những khói trầm toả ra có tác dụng thanh lọc khí vô cùng hiệu quả, về mặt tâm linh thì nó hoá giải được hung khí tăng thêm cát khí, gia tăng sự hoà thuận, hiếu thảo, sự tăng tiến về trí tuệ tài lộc. Hai cây đèn cúng dùng để thắp sáng và tăng thêm tính lung linh, huyền ảo và uy nhiêm ở bàn thờ. Ở Hà Nội có nhiều loại lư đồng khác nhau, được bán ở phố Hàng Đồng hay tại phố chuyên doanh đồ thờ cúng như Hàng Quạt. Những chiếc lư chủ yếu được sản xuất tại Hà Nội hoặc ở Huế. Tuy nhiên, lư làm ở Huế mỏng hơn và không tinh xảo bằng hàng của Hà Nội. Một bộ lư cùng với chân nến và đôi hạc đồng loại lớn bán ở Hàng Đồng có giá tới cả chục triệu. Tuy nhiên cũng có một số trường hợp bị lừa mua nhầm đồ giả.

## Sử dụng
Người Việt Nam luôn chưng bộ tam sự này trên bàn thờ gia đình và trong các buổi tế tự ở những nơi trang trọng nhất. Nói cách khác, tam sự là đồ chuyên dùng trong việc tế tự. Bộ tam sự này không là của tôn giáo nào, nhưng là vật dụng tế tự của người Việt Nam dùng để bài trí trên bàn thờ. Bài trí bộ tam sự hay bộ ngũ sự trên bàn thờ tổ tiên là đặc điểm phân biệt giữa bàn thờ tổ tiên của người Việt với bàn thờ tổ tiên của người Hoa. Nếu như bàn thờ của người Việt thường có bộ tam sự hay ngũ sự thì bàn thờ của người Hoa chỉ có bình hoa, bát hương, tượng Phật hay các tấm hình kiếng Quan Công, tên tổ tiên và tượng đồng phong thủy khác, người Hoa thường dùng đèn Thần Đăng hoặc đèn Ly thay cho đèn chân. Đối với những người theo Công giáo ở Việt Nam thì thánh lễ cũng là việc tế tự nên bàn thờ phải bài trí những vật dụng tế tự. Hội đồng Giám mục Việt Nam trong khuynh hướng hội nhập văn hoá, đã chấp nhận cho các Nhà thờ Công giáo sử dụng bộ tam sự.

## Phong tục

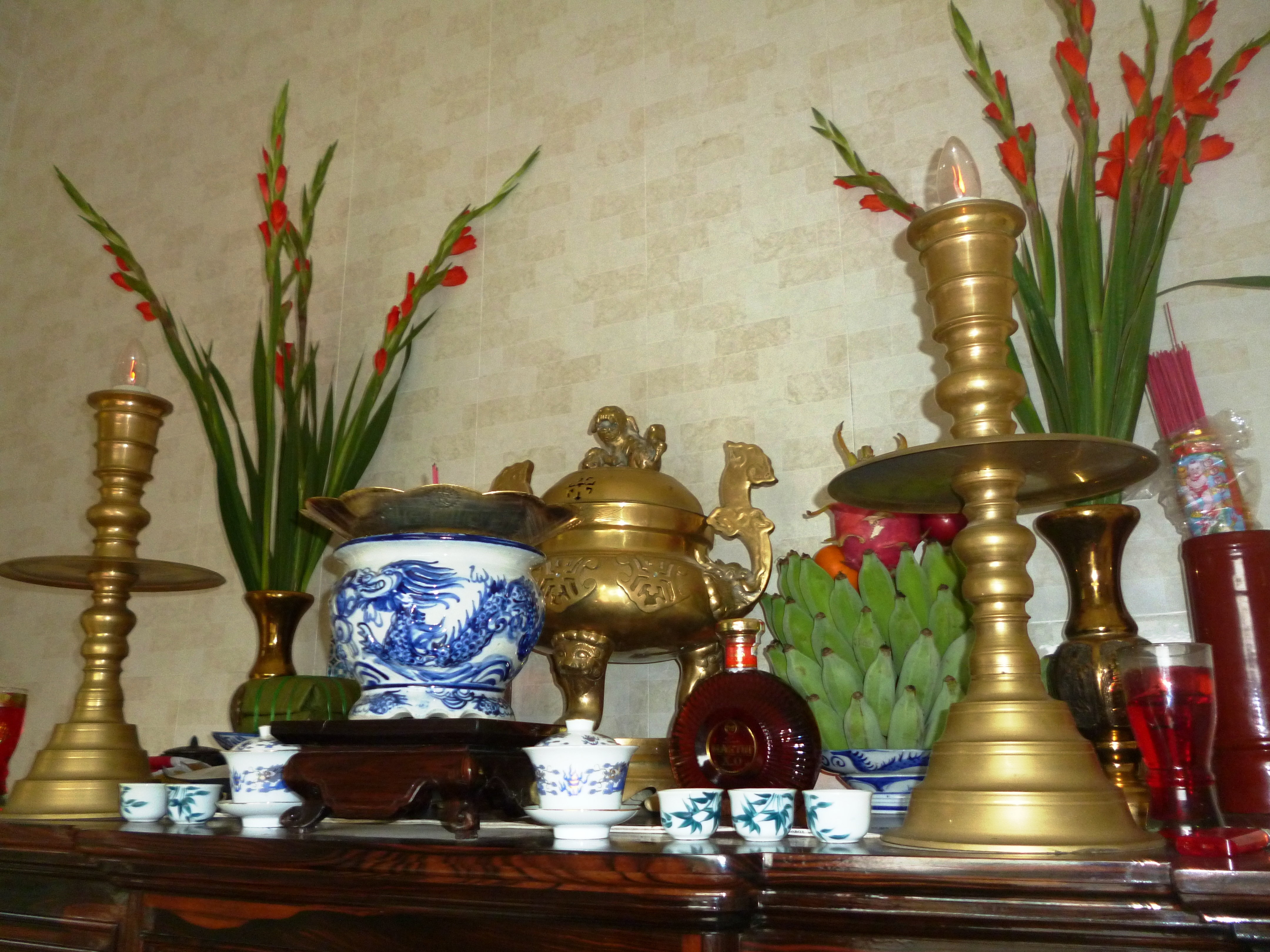
Bộ tam sự

Theo phong tục dân gian thì gia chủ không được đặt bộ tam sự ngay trên nền nhà vì đây là "bộ đồ thờ", nhưng phải đặt trên một bàn thấp. Dân gian gọi bàn này là bàn tam sự. Trong các Nhà thờ Công giáo, bàn tam sự có thể không phải là một cái bàn phẳng đúng nghĩa, nhưng là một cái giá mỹ thuật, có công dụng làm đế để đặt bộ tam sự cho trang nghiêm. Trong một buổi cử hành lễ, không nên dùng lư hương (bỏ hương vào lư) lại đồng thời dùng bình hương để xông hương. Nghĩa là, nếu dùng bình xông hương, thì không dùng lư hương, còn đã chọn dùng lư hương, thì không dùng bình xông hương. Cũng không đặt lư hương trước Thư đài, không cầm lư hương đi quanh quan tài để xông hương. Người Việt Nam đến ngày tết thường đem bộ tam sự đi làm mới, lau chùi đặc biệt là đánh lại cho bóng, sáng, hầu như nhà nào có bàn thờ tổ tiên là có lư đồng. Ai cũng muốn đánh lại cho sáng để đón "các cụ". Ở Việt Nam có một đội ngũ chuyên làm nghề đánh lư đồng và thường xuyên bận rộn trong những ngày Tết đến .